# Sebastião Leão
Sebastião Affonso de Leão (Porto Alegre, 20 de janeiro de 1866 — Porto Alegre, 10 de fevereiro de 1903) foi um médico, jornalista e escritor brasileiro.

## Biografia
Filho de José Manoel de Leão e Maria Emília de Carvalho Souza Leão, estudou medicina na Faculdade de Medicina do Rio de Janeiro, terminando o curso em 1888.
Em 1897 participa da fundação do curso de Partos, anexo à Santa Casa de Misericórdia, para formar parteiros competentes, sob a direção de Protásio Antonio Alves.
Em 1898 foi membro fundador e primeiro secretário-geral da Faculdade de Medicina de Porto Alegre, criada através da união da Escola de Farmácia com o Curso de Partos, onde foi professor por vários anos.
Médico legista da polícia, foi um dos pioneitos no estudo da criminalidade no Rio Grande do Sul, tendo realizado pesquisas na Casa de Correção de Porto Alegre, concluindo que havia uma relação direta entre ociosidade e marginalidade.
Jornalista, começou, enquanto estudante de medicina, como revisor da Gazeta de Notícias, no Rio de Janeiro, ao mesmo tempo enviava correspondências para A Razão. Depois em Porto Alegre foi redator da Gazeta Americana de 1892 a 1894, O Dia de 1894 a 1895 e do Correio do Povo de 1895 até sua morte em 1903. No Correio do Povo publicou, sob o pseudônimo de Coruja Filho, "Datas rio-grandenses", uma seção de cronologia histórica do Rio Grande do Sul (editada em livro por Walter Spalding postumamente) e "Escavações históricas", uma série de artigos memorialistas.
Foi um dos fundadores da Academia Rio-Grandense de Letras em 1901.

## Obras
- Subsídios Para o Estudo Clínico da Neurastenia, 1893
- Relatório do médico de polícia, 1897
- A Criminologia Moderna, 1897